# III liga polska w piłce siatkowej mężczyzn
III liga polska w piłce siatkowej mężczyzn (zwana również w niektórych regionach I ligą wojewódzką w piłce siatkowej mężczyzn) jest czwartą w hierarchii - po PLS (PlusLidze i PLS 1. Lidze) i II lidze - klasą męskich ligowych rozgrywek siatkarskich w Polsce. Rywalizacja w niej toczy się - co sezon, systemem ligowym - o awans do II ligi, a za jej prowadzenie odpowiadają Wojewódzkie Związki Piłki Siatkowej. W niektórych województwach gra się rundy play-off. Najlepsze dwie drużyny każdego z województw mają prawo wystąpić w turniejach o awans do II ligi organizowanych przez Polski Związek Piłki Siatkowej - półfinałowych i finałowych. W każdym turnieju niezależnie od etapu udział biorą 4 drużyny, w półfinałowych 2 najlepsze z każdego z turniejów awansują dalej, w turniejach finałowych również dwie najlepsze drużyny każdego z nich awansują finalnie do II ligi (punktacja w każdym z turniejów o awans do II ligi to 2 pkt. za zwycięstwo i 1 pkt. za porażkę). W niektórych województwach najsłabsze drużyny są relegowane do IV ligi, jeśli w danym województwie ona funkcjonuje.